# Hoya smithii
Hoya smithii är en oleanderväxtart som beskrevs av Kloppenb.. Hoya smithii ingår i släktet Hoya och familjen oleanderväxter. Inga underarter finns listade i Catalogue of Life.